# Spilogona albinepennis
Spilogona albinepennis är en tvåvingeart som beskrevs av Huckett 1965. Spilogona albinepennis ingår i släktet Spilogona och familjen husflugor.
Artens utbredningsområde är Québec. Inga underarter finns listade i Catalogue of Life.